# Vigna reflexopilosa
Vigna reflexopilosa är en ärtväxtart som beskrevs av Bunzo Hayata. Vigna reflexopilosa ingår i släktet vignabönor, och familjen ärtväxter. Inga underarter finns listade i Catalogue of Life.